# Phrynobatrachus taiensis
Phrynobatrachus taiensis és una espècie de granota que viu a Costa d'Ivori.